# تفشي الإيبولا في جمهورية الكونغو الديمقراطية 2017

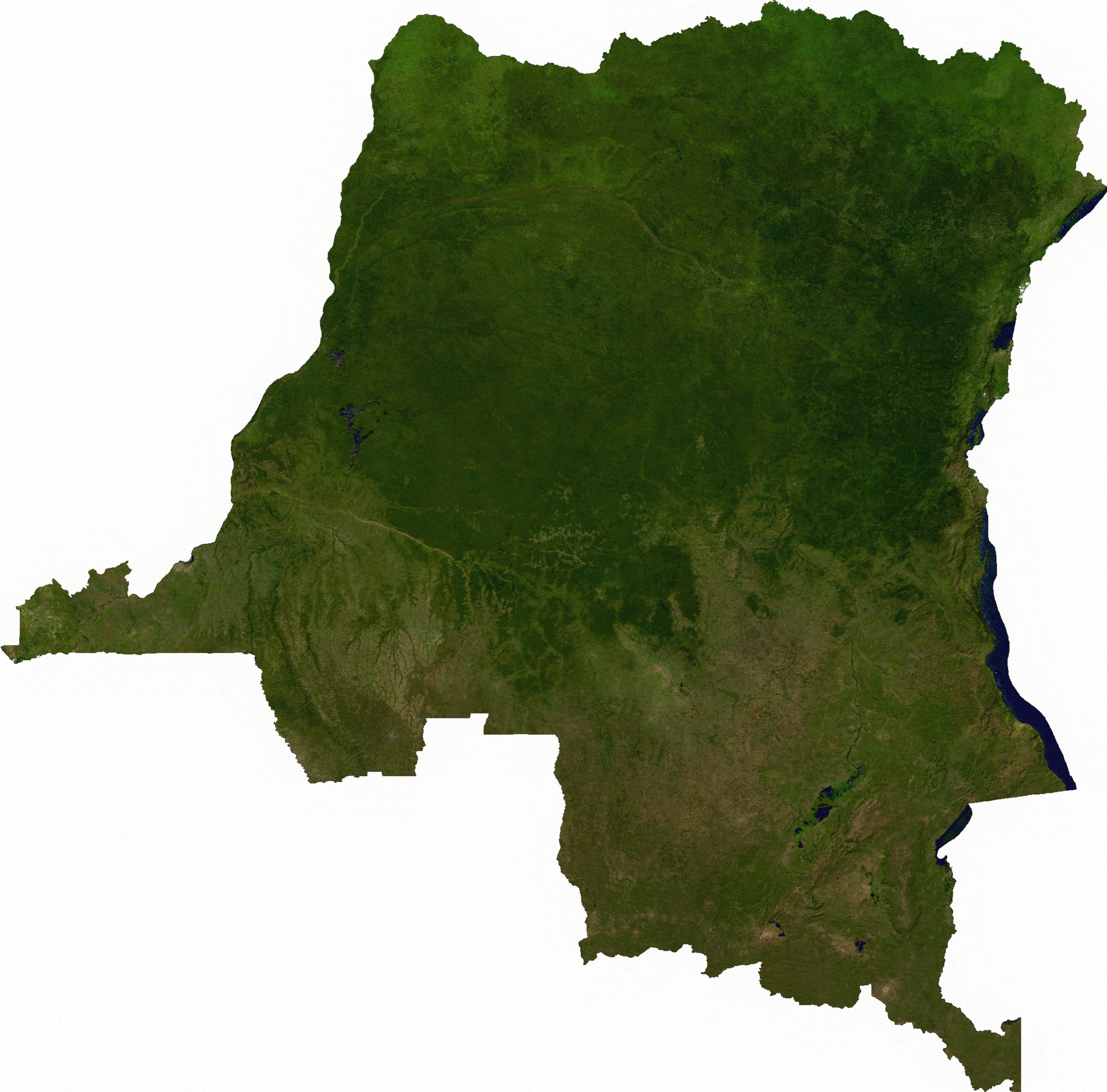

تفشي الإيبولا في جمهورية الكونغو الديمقراطية تم تحديد حالة وفاة واحدة ذات صلة بالإيبولا في جمهورية الكونغو الديمقراطية من قبل منظمة الصحة العالمية في 11 مايو 2017م.
اعتبارًا من 8 يونيو 2017 كانت هناك خمس حالات مؤكدة وثلاث حالات محتملة. من هذه الحالات نجا أربعة وتوفي أربعة. المناطق المتضررة من جمهورية الكونغو الديمقراطية هي مابونجو (إحدى المناطق المؤكدة)، ونجاي (حالة واحدة محتملة)، ونامبوا (أربع حالات مؤكدة واثنتان محتملتان) في منطقة ليكاتي الصحية. وفقًا لمنظمة الصحة العالمية «تشير النمذجة إلى أن خطر حدوث المزيد من الحالات منخفض حاليًا ولكن ليست مهملة اعتبارا من 8 يونيو، ولا يتوقع حدوث 83٪ من السيناريوهات المحتملة، أي حالات أخرى في الثلاثين يومًا القادمة».
وفقًا للمراكز الأمريكية للسيطرة على الأمراض والوقاية منها: «الإيبولا... مرض نادر ومميت ناجم عن الإصابة بأحد أنواع فيروس الإيبولا. يمكن أن تسبب الإيبولا الأمراض لدى البشر والقرود غير البشرية (القردة والغوريلا والشمبانزي)». تم التعرف على فيروس إيبولا لأول مرة في عام 1976 بالقرب من نهر الإيبولا في جمهورية الكونغو الديمقراطية. توفي أكثر من 11.300 شخص في تفشي فيروس إيبولا في 2013 إلى 2016 في غرب إفريقيا.
وفقًا لمنظمة الصحة العالمية «مرصد الصحة العالمية»، بلغ عدد سكان جمهورية الكونغو الديمقراطية في عام 2015 حوالي 77 مليون نسمة. في 1 يوليو 2017 أعلن وزير الصحة العامة في جمهورية الكونغو الديمقراطية الدكتور أولي إيلونغا كالينجا، أن البلاد قد مرت لمدة 42 يومًا دون أي حالات مسجلة جديدة، وبالتالي انتهى تفشى المرض.
أعلنت منظمة الصحة العالمية عن تفشي فيروس إيبولا لاحقًا في 8 مايو 2018 في مقاطعة إكواتور الشمالية الغربية.